# Развој европског рекорда на 100 метара за мушкарце
Европски рекорд на 100 метара у мушкој конкуренцији тренутно је у заједничком власништву Португалца Френсиса Обиквелуа од 9,86 постигнут 22. август. 2004. у финалу олимпијске трке у Атини и Француза, Жими Викоа који је два пута постигао исто време 4. јула 2015. на Атлетском митингу Арева у Сен Денију и 7. јуна 2016. на митингу у Монтреалу.
Први ратификовани европски рекорд на 100 метара за мушкарце од стране  Европске атлетске асоцијације (ЕАА) је немачки атлетичар Артур Јонат 1932. у Бохуму  у времену 10,3. Године 1972. на Олимпијским играма у Минхену, совјетски спринтер Валериј Борзов је 7,07. први власник рекорда измерено електроником. Године 1988, у финалу Оимпијских игара у Сеулу, Британац Линфорд Кристи званично постаје први европски атлетичар који је трчао 100 метара испод 10 секунди (9,97).
Следећа табела приказује развој европског рекорда на 100 метара за мушкарце, онако како је ратифуиковано од Европске атлетске асоцијације (ЕАА).
Укупно су до данас (јул 2022) ратификована 33 европских рекорда.

## Ручно мерено
| Рекорд | Атлетичар                 | Земља                | Датум               | Такмичења                | Место                          | Реф. |
| ------ | ------------------------- | -------------------- | ------------------- | ------------------------ | ------------------------------ | ---- |
| 10,3   | Артур Јонат               | Немачка              | 5. јун 1932.        |                          | Бохум, Немачка                 |      |
| 10,3   | Кристијан Бергер          | Холандија            | 26. август 1934.    |                          | Амстердам, Холандија           | =СР  |
| 10,3   | Ленарт Страндберг         | Шведска              | 26. септембар 1936. |                          | Малме, Шведска                 |      |
| 10,3   | Карл Некерман             | Немачка              | 8. јул 1939.        |                          | Берлин, Немачка                |      |
| 10,2   | Макдоналд Бејли           | Уједињено Краљевство | 25. август 1951.    |                          | Београд, Југославија           | =СР  |
| 10,2   | Хајнц Фитерер             | Немачка              | 31. октобар 1954.   |                          | Јокохама, Јапан                | =СР  |
| 10,2   | Манфред Генмар            | Немачка              | 31. јул 1957.       |                          | Келн, Западна Немачка          |      |
| 10,2   | Ливио Берути              | Италија              | 26. мај 1960.       |                          | Верона, Италија                |      |
| 10,0   | Армин Хари                | Немачка              | 21. јун 1960.       | Атлетски митинг у Цириху | Цирих, Швајцарска              | СР   |
| 10,0   | Роже Бамбук               | Француска            | 20. јун 1968.       |                          | Сакраменто, САД                | =СР  |
| 10,0   | Владислав Сепеја          | Совјетски Савез      | 15. август 1968.    |                          | Гјумри, Совјетски Савезn       |      |
| 10,0   | Валериј Борзов            | Совјетски Савез      | 18. август 1969.    |                          | Кијев, Совјетски Савез         |      |
| 10,0   | Герт Мец                  | Западна Немачка      | 6. септембар 1970.  |                          | Burg-Gretesch, Западна Немачка |      |
| 10,0   | Манфред Кокот             | Источна Немачка      | 15. мај 1971.       |                          | Ерфурт, Источна Немачка        |      |
| 10,0   | Василиос Папагеоргопоулос | Грчка                | 3. јун 1972.        |                          | Братислава, Чехословачка       |      |
| 10,0   | Пјетро Менеа              | Италија              | 16. јун 1972.       |                          | Милано, Италија                |      |
| 10,0   | Рајмо Вилен               | Финска               | 27. јул 1972.       |                          | Вуосари, Финска                |      |
| 10,0   | Александар Корнељук       | Совјетски Савез      | 10. јул 1973.       |                          | Москва, совјетски Савез        |      |
| 10,0   | Михаел Дрезе              | Источна Немачка      | 11. јул 1973.       |                          | Дрезден, Источна Немачка       |      |
| 10,0   | Ханс Јирген Бомбах        | Источна Немачка      | 20. јул 1973.       |                          | Дрезден, Источна Немачка       |      |
| 10,0   | Зигфрид Шенке             | Источна Немачка      | 20. јул 1973.       |                          | Берлин, Западна Немачка        |      |
| 10,0   | Манфред Омер              | Западна Немачка      | 22. јул 1974.       |                          | Леверкузен, Западна Немачка    |      |

## Електронско мерење
| Рекорд      | Атлетичар             | Земља            | Датум               | Такмичења          | Место                   | Реф. |
| ----------- | --------------------- | ---------------- | ------------------- | ------------------ | ----------------------- | ---- |
| 10,07       | Валериј Борзов        | Совјетски Савез  | 31. август 1972.    | Олимпијске игре    | Минхен, Западна Немачка |      |
| 10,01       | Пјетро Менеа          | Италија          | 14. септембар 1979. | Летња универзијада | Мексико Сити, Мексико   |      |
| 10,00       | Маријан Вороњин       | Пољска           | 9. јун 1984.        |                    | Варшава, Пољска         |      |
| 9,97        | Линфорд Кристи        | Велика Британија | 24. септембар 1988. | Олимпијске игре    | Сеул, Јужна Кореја      |      |
| 9,92        | Линфорд Кристи        | Велика Британија | 25. август 1991.    | Светско првенство  | Токио, Јапан            |      |
| 9,87        | Линфорд Кристи        | Велика Британија | 15. август 1993.    | Светско првенство  | Штутгарт, Немачка       |      |
| 9,86        | Френсис Обиквелу      | Португалија      | 22. август 2004.    | Олимпијске игре    | Атина, Грчка            |      |
| 9,86        | Жими Вико             | Француска        | 4. јул 2016.        |                    | Париз, Француска        |      |
| 9,86        | Жими Вико             | Француска        | 7. јун 2016.        |                    | Монтреј, Француска      |      |
| 9,84 (+0,9) | Ламонт Марсел Џејкобс | Италија          | 1. август 2021.     | Олимпијске игре    | Токио, Јапан            |      |
| 9,80 (+0,1) | Ламонт Марсел Џејкобс | Италија          | 1. август 2021.     | Олимпијске игре    | Токио, Јапан            |      |